# Кран-погрузчик
Кран-погрузчик (лесопогрузчик, перегружатель) — передвижной башенный кран на рельсовом ходу. Обычно изготавливается в исполнении с порталом для прохода под краном железнодорожного состава.

## Описание
Основное предназначение — механизация погрузочно-разгрузочных работ в промышленности (металлургической, деревообрабатывающей), складских и портовых объектов.
Кран-погрузчик может достигать в высоту 24 м. Технические особенности позволяют при работе на складских помещениях охватывать максимальные площади, в сравнении с козловыми или мостовыми кранами. С экономической точки зрения использование крана-погрузчика также обосновано: территория, охваченная одним краном-погрузчиком, сравнима с площадью, на которой может работать два козловых крана (с пролётом по 32 м), либо один мостовой кран (но при работе такого крана необходимо выставлять дополнительно сварные конструкции).
Кран-погрузчик позволяет укладывать продукцию на достаточно большую высоту, что позволяет наиболее эффективно использовать территорию склада. Дополнительно перегружатели могут комплектоваться грейферами и другими вспомогательными устройствами.
В настоящее время краны оборудуются частотной схемой управления. При частотной схеме управления кран обладает большими преимуществами, чем с контроллерами: точная управляемость, надёжность, энергосбережение, щадящий режим работы механизмов. Частотная схема управления снижает динамические нагрузки благодаря бесступенчатому плавному изменению скорости подъема (опускания) груза, изменению вылета грузовой тележки, повороту крана. На всех современных европейских кранах частота вращения крана 0,8 об/мин.
Подобные краны пользуются популярностью у нефте-, газодобывающих компаний, на металлургических заводах и лесозаготовителей.

## Устройство крана
- портал крана
- неповоротная башня с полноповоротной стрелой
- секции башни
- грузовая лебёдка
- привод поворотного механизма
- тележечная лебёдка
- привод поворотного механизма, опорно-поворотное устройство
- кабина управления